# Bounkou Camara
Bounkou Camara (sinh 06 tháng 2 năm 1988) là một vận động viên chạy nước rút thi đấu quốc tế cho Mauritanie.
Camara đại diện cho Mauritania tại Thế vận hội Mùa hè 2008 ở Bắc Kinh. Cô thi đấu ở chặng nước rút 100 mét và đứng thứ 9 trong sự nóng bỏng của mình mà không tiến vào vòng hai. Cô chạy quãng đường trong khoảng thời gian 13,69 giây.